# Реймонд, Пола
По́ла Ре́ймонд (англ. Paula Raymond; настоящее имя — По́ла Рамо́на Райт; 23 ноября 1924, Сан-Франциско, Калифорния — 31 декабря 2003, Уэст-Голливуд, Калифорния) — американская актриса и модель, известная по фильмам «Измена» (1952), «Город, который никогда не спит» (1953) и «Чудовище с глубины 20 000 саженей» (1953).

## Ранние годы
Пола Рамона Райт родилась 23 ноября 1924 года в Сан-Франциско. Её отец работал корпоративным юристом. После развода родителей, Райт переехала с матерью в Лос-Анджелес.
В юности занималась балетом и пением, играла на пианино. Была участницей взрослой и детской труппы Оперы Сан-Франциско. В 1951 году окончила среднюю школу Голливуд. После окончания школы вернулась в Сан-Франциско и поступила в колледж, в это же время работала с двумя театральными труппами.

## Модель
До начала актёрской карьеры, работала в модельном бизнесе. В интервью писателю Лео Вервейверу она говорила «Работая моделью за 25 долларов в час, [Я] совсем забыла об актёрстве, зарабатывая на жизнь». Появлялась на обложках журналов, в том числе True Confessions.

## Кино
Начала карьеру в кинематографе ролью Беттины Боумэн в комедии «Продолжай улыбаться». В 1950 году заключила со студией Metro-Goldwyn-Mayer, где снималась с такими актёрами как Кэри Грант и Дик Пауэлл. В начале карьеры играла в нуарных триллерах (как позже получивший статус культового) «Город, который никогда не спит» и хоррорах. В 1950 году вместе с Кэри Грантом сыграла главную женскую роль в нуарном фильме «Кризис».

## Телевидение
В конце 1950—1960-х годов появлялась в эпизодах телесериалов «Перри Мейсон», «Мэверик», «Гавайский детектив» и «Команда М». В длинном сериале «Дымок из ствола» отказалась от роли хозяйки трактира, позже сказав «Я не хотела играть женщину, которая работает в салуне неделю за неделей».
В 1959 году появилась в эпизоде «The Paymaster» сериала «Жизнь и житие Уайатта Эрпа». В 30 серии 3 сезона «Есть оружие — будут путешествия» сыграла героиню Еву Макинтош, которая хочет отомстить за убийство её брата. В 1960 году появлялась в двух эпизодах сериала о гангстере Брете Мэверике. В вестерн-телесериале «Дни в Долине Смерти» сыграла роль шпионки Армии Союза — Полины Кашмэн.

## Личная жизнь
Католичка. 20 августа 1962 году во время аварии на бульваре Сансет находилась на пассажирском месте, заднее зеркало порезало ей нос, после года пластической хирургии вернулась в кинематограф. В 1977 году во время съемок мыльной оперы «Дни нашей жизни» споткнувшись на телефонном шнуре сломала лодыжку. В 1984 году получила травмы бедра, в 1994 году — плечо. В 1944 году вышла замуж за Флойда Лероя Паттерсона, развелась после рождения дочери Рэм Дорен Паттерсон (1946—1993). 

## Фильмография
| Год          |   | Русское название                  | Оригинальное название             | Роль                |
| ------------ | - | --------------------------------- | --------------------------------- | ------------------- |
| 1938         | ф | Продолжай улыбаться               | Keep Smiling                      | Беттина Боумэн      |
| 1948         | ф | Расти указывает путь              | Rusty Leads the Way               | Луиза Адамс         |
| 1948         | ф | Запечатанный приговор             | Sealed Verdict                    | охранница WAC       |
| 1948         | ф | Удача в гонке                     | Racing Luck                       | Натали Гюнтер       |
| 1949—1955    | с | Театр у камина                    | Firesign Theatre                  | —                   |
| 1949         | с | Время вашего сеанса               | Your Show Time                    | —                   |
| 1949         | ф | Соревнование в стрельбе           | Challenge of the Range            | Джуди Бартон        |
| 1949—1956    | с | Большой город                     | Big Town                          | Чада Мартин         |
| 1950         | ф | Кризис                            | Crisis                            | Элен Фергюсон       |
| 1950         | ф | Врата дьявола                     | Devil's Doorway                   | Орри Мастерс        |
| 1950         | ф | Герцогиня Айдахо                  | Duchess of Idaho                  | Эллен Халлет        |
| 1951         | ф | Основания для брака               | Grounds for Marriage              | Агнес Оглторп Янг   |
| 1951—1959    | с | Театр звезд Шлица                 | Schlitz Playhouse of Stars        | Кэтлин              |
| 1951         | ф | Всё для всех                      | Inside Straight                   | Зои Кэррот          |
| 1951         | ф | Высокая цель                      | The Tall Target                   | Джинни Бофор        |
| 1951         | ф | Карнавал в Техасе                 | Texas Carnival                    | Марилла Сабинас     |
| 1951—1957    | с | Телевизионный театр Форда         | Ford Theatre                      | Энн Уилсон          |
| 1952—1970    | с | Дни в Долине смерти               | Death Valley Days                 | Полин Кашмэн        |
| 1953—1956    | с | Театр Четыре Звезды               | Four Star Playhouse               | графиня             |
| 1952         | с | Неожиданное                       | The Unexpected                    | мистер Элейн Барлоу |
| 1952         | ф | Измена                            | The Sellout                       | Пегги Стотон        |
| 1953—1962    | с | Театр Дженерал Электрик           | General Electric Theater          | Нетта Джервейс      |
| 1953         | ф | Бандиты Корсики                   | The Bandits of Corsica            | Кристина            |
| 1953         | ф | Чудовище с глубины 20 000 саженей | The Beast from 20,000 Fathoms     | Ли Хантер           |
| 1953         | ф | Город, который никогда не спит    | City That Never Sleeps            | Келли               |
| 1954—1957    | с | Приключения Эллери Квина          | The Adventures of Ellery Queen    | Марго               |
| 1954         | ф | Человеческие джунгли              | The Human Jungle                  | Пэт Данфорт         |
| 1954         | ф | Ричард Львиное Сердце             | King Richard and the Crusaders    | Беренгария          |
| 1955—1963    | с | Шайенн                            | Cheyenne                          | Рут Томпсон         |
| 1955—1961    | с | Жизнь и житие Уайатта Эрпа        | The Life and Legend of Wyatt Earp | мисс Кристал        |
| 1954         | ф | Ствол, который завоевал Запад     | The Gun That Won the West         | миссис Макс Гейнс   |
| 1957—1962    | с | Одинокий отец                     | Bachelor Father                   | Сюзан Карвер        |
| 1957—1959    | с | Калифорнийцы                      | The Californians                  | Кэтрин Уилер        |
| 1957—1963    | с | Есть оружие — будут путешествия   | Have Gun – Will Travel            | Ева Макинтош        |
| 1957—1960    | с | Команда М                         | M Squad                           | Джудит Роллинз      |
| 1957—1962    | с | Мэверик                           | Maverick                          | Адель Джаггерс      |
| 1957—1966    | с | Перри Мейсон                      | Maverick                          | Бренда Ларкин       |
| 1958—1959    | с | Майк Хаммер                       | Mike Hammer                       | Лула Стивенс        |
| 1958—1964    | с | Сансет-Стрип, 77                  | 77 Sunset Strip                   | Карен Блейр         |
| 1958—1962    | с | Судебный исполнитель              | Lawman                            | Паула               |
| 1958—1961    | с | Питер Ганн                        | Peter Gunn                        | Марта Харрингтон    |
| 1958—1959    | с | Грубые наездники                  | The Rough Riders                  | Шарлотта Дрейк      |
| 1958—1960    | с | Техасец                           | The Texan                         | Глория Кэмерон      |
| 1958—1961    | с | Бэт Мастерсон                     | Bat Masterson                     | Энджи Пирс          |
| 1959—1961    | с | Шаг за грань                      | One Step Beyond                   | пассажир            |
| 1959—1960    | с | Ритмы Бурбон стрит                | Bourbon Street Beat               | Сония Ледезан       |
| 1959—1961    | с | Депутат                           | The Deputy                        | Пег Марлоу          |
| 1959—1963    | с | Гавайский детектив                | Hawaiian Eye                      | Эбби Диринг         |
| 1959—1961    | с | Сажать в тюрьму                   | Lock-Up                           | Глория Даллас       |
| 1959—1960    | с | Маркхэм                           | Markham                           | Кэти Монахан        |
| 1959—1965    | с | Сыромятная плеть                  | Rawhide                           | Фрэнни Уэллс        |
| 1959—1961    | с | Дробовик Слейда                   | Shotgun Slade                     | —                   |
| 1959—1963    | с | Неприкасаемые                     | The Untouchables                  | Сильвия Дженна      |
| 1960—1961    | с | Майкл Шейн                        | Michael Shayne                    | Сильвия Максвелл    |
| 1960—1962    | с | Сёрфсайд 6                        | Surfside 6                        | Кэтлин              |
| 1960         | с | Братья Бранниган                  | The Brothers Brannagan            | Натали              |
| 1961—1962    | с | Новое поколение                   | The New Breed                     | Андреа Бовуар       |
| 1961         | ф | Исчезнувший рейс                  | The Flight That Disappeared       | Марсия              |
| 1962         | ф | Рука смерти                       | Hand of Death                     | Кэрол Уилсон        |
| 1963—1964    | с | Темпл Хьюстон                     | Temple Houston                    | мисс Катерина       |
| 1964—1968    | с | Агенты А.Н.К.Л.                   | The Man from U.N.C.L.E            | директор            |
| 1965 — н. в. | с | Дни нашей жизни                   | Days of Our Lives                 | Нэнси               |
| 1969         | ф | Кровь в замке Дракулы             | Blood of Dracula's Castle         | графиня Таунсенд    |
| 1969         | ф | Пять кровавых могил               | Five Bloody Graves                | Канзас Келли        |
| 1993         | ф | Обманщик мышления                 | Mind Twister                      | Агнес               |

## Комментарии
1. ↑  В титрах фильма была указана под сценическим псевдонимом Paula Rae Wright[1]. В фильмах Paramount Pictures она использовала псевдоним Rae Patterson.